# Endeis viridis
Endeis viridis är en havsspindelart som beskrevs av Pushkin, A.F. 1976. Endeis viridis ingår i släktet Endeis och familjen Endeididae. Inga underarter finns listade i Catalogue of Life.